# Olaf Frydenlund
Olaf Emil Frydenlund (Tune, Østfold, 16 de juny de 1862 – Aremark, Østfold, 8 d'abril de 1947) va ser un tirador noruec. El 1900 va prendre part en els Jocs Olímpics de París, en què disputà cinc proves del programa de tir olímpic. Guanyà la medalla de plata en la prova de rifle militar, tres posicions per equips, junt a Hellmer Hermandsen, Ole Østmo, Ole Sæther i Tom Seeberg, mentre que la prova individual fou 24è. En rifle militar, dempeus fou setzè, 22è en rifle militar, bocaterrosa i 27è en rifle militar, de genolls.